# Тросна (Сухиницький район)
Тросна (рос. Тросна) — присілок в Сухиницькому районі Калузької області Російської Федерації.
Населення становить 171 особу. Входить до складу муніципального утворення Село Шлипово.

## Історія
Від 2004 року входить до складу муніципального утворення Село Шлипово

## Населення
| 2002 | 2010 |
| ---- | ---- |
| 190  | ↘171 |